# ホテル三日月
ホテル三日月グループ（ホテルみかづきグループ）は、千葉県木更津市に本社を置き、日本とベトナムで宿泊業を営む観光開発事業者。現グループ代表は小髙芳宗。グループ創業者は小髙芳男。

## 沿革
- 1959年（昭和34年） - 小湊ホテル三日月設立。
- 1961年（昭和36年） - 勝浦ホテル三日月設立。
- 1984年（昭和59年） - 昭和天皇が勝浦ホテル三日月に宿泊[1]。
- 1996年（平成8年） - 勝浦ホテル三日月で温泉掘削に成功。「勝浦三日月温泉」が誕生。
- 2000年（平成12年） - 木更津金田海岸に敷地3万坪の日帰り温泉施設として「スパ三日月龍宮城」開業。
- 2002年（平成14年） - 木更津「スパ三日月龍宮城」にホテル部分が開業。「龍宮城スパホテル三日月」となる[2]。
- 2007年（平成19年）-天津小湊町が鴨川市と合併したことに伴い、小湊ホテル三日月がホテル名称変更。「鴨川ホテル三日月」となる[3]。
- 2009年（平成21年） - 株式会社新ホテルニュー塩原より、鬼怒川ホテルニュー岡部を譲受[4]。同年9月1日「きぬ川ホテル三日月」として開業。
- 2016年（平成28年） - 「龍宮城スパホテル三日月」に全客室テラス・半露天風呂を備える新館「富士見亭」219室が開業。
- 2019年（平成31年・令和元年）
  - 4月 - 日系企業では過去最大（2019年時点）の投資金額となる、120億円のベトナム・ダナンプロジェクトが着工[5]。
  - 7月 - 勝浦市・鴨川市において千葉県初となる海上/海岸アスレチック「ウォーターアイランド」を導入
  - 9月 - 令和元年房総半島台風（台風15号）の被災者を対象に勝浦ホテル三日月の大浴場を無料開放した[6]。
- 2020年（令和2年） - 日本政府からの要請を受け、同年1月29日から2月13日の間、新型コロナウイルスに関連した感染症に伴い、中国湖北省武漢市からチャーター機（第1便）で帰国した邦人191人を勝浦ホテル三日月にて受け入れた[7][8][9]。滞在した帰国者及び従業員らに感染は確認されず、帰国者退去後、政府委託業者による消毒作業を行った後、ダスキンや従業員による清掃作業を経て、3月1日に営業を再開した[10][11][12]。
  - 受入れ当時の様子が、安倍晋三回顧録（中央公論新社、安倍晋三著）で、次のように記載されている。”私が社長（小髙芳宗氏）に直接電話でお願いしました。社長は若く、国士タイプの方でした。私のお願いを意気に感じ、「やります」と言ってくれました。ホテル三日月はその後、なぜ受け入れたんだ、と地元で誹謗中傷を受けました。社長と従業員の皆さんには迷惑をかけました。でも大変ありがたかったですよ。”
  - 同年4月～5月には休業要請により休業。武漢市帰国者受入れでの経験を基に、厚生労働省協働・亀田総合病院監修により誕生した防疫体制『三日月STANDARD』は後の防疫体制の基礎となった。亀田総合病院指導の下『三日月STANDARD』導入により、6月～7月に国内全館を順次再開。
- 2020年（令和2年） 
  - 7月 - きぬ川ホテル三日月耐震改修工事、水着で楽しむお風呂「おぷーろ」が新設、合わせて「日光きぬ川スパホテル三日月」に名称変更。
  - 12月 - ベトナム・ダナンにアジア最大規模の全天候型スパドーム「Mikazuki Water Park365」がオープン
- 2021年（令和3年）
  - 4月国内外で唯一の徳川家康公の御霊を宿す神輿「日光東照宮分霊神輿」が完成。
  - 12月　勝浦ホテル三日月と鴨川ホテル三日月がホテルマネージメントインターナショナルに譲渡され、「三日月シーパークホテル勝浦」および「三日月シーパークホテル安房鴨川」となる[13][14]。
- 2022年（令和4年） - 6月、ベトナム・ダナン三日月グランドオープン。
- 2023年（令和5年） - ホテル三日月ホールディングス設立。
- 2024年（令和6年）
  - 4月 - サステナブルリゾート化計画を発表。第一弾事業としてリゾートホテル初となる海老の陸上養殖を運用開始。
  - 7月 - 県内鉄道会社鉄道会社、小湊鐡道・いすみ鉄道・銚子電鉄とのコラボルームを龍宮城スパホテル三日月「龍宮亭」にオープン。いすみ鉄道車両、小湊鐡道バス車両を再利用したロビーも開設。
  - 8月 - 障がい者向け就労継続支援事業　株式会社和の家開業。
- 2025年（令和7年）
- 1月 - 航空機リース事業に参入
- 1月 - 各事業会社において非同族社長が就任。

## ベトナム進出
ベトナム中部の都市・ダナンで、日系企業 過去最大の投資金額120億円となる大型リゾート開発プロジェクト。
- 2017年
  - 8月 - ダナン三日月開業プロジェクトが始動。
  - 10月 - ダナン投資フォーラムにて投資研究許可書を受領。
  - 12月 - バンクミーティング開催。
- 2018年
  - 1月/5月 - シンジケート団 計画地調査。
  - 6月 - シンジケート団意思結集。
  - 7月 - ベトナムの観光開発会社の株式66%を取得。三日月グループとして10社目となる外国子会社が誕生。ホテル三日月グループの代表である小髙芳宗が共同代表に就任。（2019年4月株式100%取得）
  - 7月 - 千葉県初開催となるベトナム・ダナン投資セミナーを龍宮城スパホテル三日月で開催。小髙芳宗が講師を努める。
  - 8月 - ダナン市と木更津市の友好都市関係化に向けホテル三日月がサポート。
- 2019年
  - 1月 - ダナン市所有の土地オークションで日系企業として初めて5ヘクタールの土地リース契約を落札。
  - 3月 - ジェトロ海外展開プラットフォームセミナーにおいて小髙芳宗が講師を努める。
  - 3月 - THE SPRING DIALOGUE 2019において、総投資額120億円IRC(投資登録証明)受領。
  - 4月 - 商工中金のサポートにより総額90億円のシンジケートローン組成。
  - 4月 - ダナン三日月起工式実施・着工。
- 2020年
  - 8月 - ダナン三日月第一期として「日の出ヴィラ」と「レストラン波」がオープン。
  - 12月 - アジア最大規模の全天候型スパドーム「Mikazuki Water Park365」オープン。
- 2022年
  - 6月8日 - ホテル棟が完成しダナン三日月グランドオープン。当初計画では2021年オープン予定だったが、新型コロナウイルス感染症の流行の影響などからオープンが遅れていた[15]。

## 運営ホテルおよび施設
- 龍宮城スパホテル三日月 - リゾートホテル・日帰り温浴施設。
  - 所在地 - 千葉県木更津市
  - 運営 - 株式会社ホテル三日月　代表取締役社長：滿間信樹
  - 2000年（平成12年）開業当初は、日帰りスパを主体とした温浴施設。2002年（平成14年）ホテル部分260室が開業。2016年（平成28年）新館「富士見亭」219室が開業。

- 日光きぬ川スパホテル三日月 - 鬼怒川温泉に立地する温泉ホテル・日帰り温浴施設。
  - 所在地 - 栃木県日光市
  - 運営 - 株式会社三興　代表取締役社長：森田満昌
  - 「鬼怒川ホテルニュー岡部」を譲受。2009年（平成21年）9月1日に「きぬ川ホテル三日月」となったあと、2020年（令和2年）7月に現在の名称に変更。

- ダナン三日月 –リゾートホテル・日帰り温浴施設。
  - 所在地 – ベトナム　ダナン市
  - 運営 - ODK MIKAZUKI Vietnam　代表取締役社長： Seong Sangyeob
  - 2020年（令和2年）アジア最大規模となる全天候型スパドーム「Mikazuki Water Park365」開業、2022年（令和4年）ホテル開業
- 勝浦ゴルフクラブ
  - 所在地 - 千葉県勝浦市市野川628
  - 経営会社 - 株式会社勝浦ゴルフ倶楽部
  - 開場日 - 1976年（昭和51年）5月12日
  - 3コース・27ホール・パー8　の丘陵コース
    - 設計者 : 菅 邦欣 / 監修 : 高橋信雄[16]
    - オープン時のクラブ名は「御茶ノ水カントリー倶楽部」。のち「フォーシーズンカントリークラブ」→[注 1]「四季カントリークラブ」と変遷、現在はホテル三日月系の「勝浦ゴルフ倶楽部」となり現在に至る[16]。

- メガソーラー発電所
  - 発電所名 – ホテル三日月勝浦太陽光発電所　所在地 – 千葉県勝浦市関谷385
  - 発電所名 – 三日月総業勝浦太陽光発電所　所在地 – 千葉県勝浦市関谷399-1
  - 発電所名 – 三日月興業いすみソーラー発電所　所在地 – 千葉県いすみ市岬町和泉字上小林635
  - 発電所名 – ホテル三日月小湊太陽光発電所　所在地 – 千葉県市原市川在1099
  - 発電所名 – 勝浦ゴルフ倶楽部太陽光発電所　所在地 – 千葉県市原市川在1095-7

## メディア展開

### テレビコマーシャル
主に在京テレビ局では1980年代ごろから「ゆったり たっぷり の〜んびり」で始まるCMソングを流している。タイトルは『空と海のホテル三日月』（作詞：伊藤アキラ、作曲：佐瀬寿一）。千葉県の地元放送局である千葉テレビ放送でも季節に応じて流している。
2018年6月28日 - 2019年6月27日までの1年間限定で、千原ジュニア（千原兄弟）が同ホテルの宣伝部長に就任。その後2019年6月28日 – 2020年6月27日まで契約を延長し、宣伝部長として2年目を迎える。千原ジュニアが出演するCMが、前述の在京テレビ局や千葉テレビ放送、ホテル三日月のYouTubeチャンネルなどで放送されている。
2018年9月には、資生堂が男性向け化粧品「uno」のCMにおいて、当ホテル公認で上記CMソングの替え歌を使ったCMを制作している。基本的にはAbemaTVなどのインターネットテレビやYouTube上での配信のみとなっていた。同年11月に前述の千葉テレビ放送で放送されている『AKB48チーム8のKANTO白書 バッチこーい!』に「uno」名義でスポンサー提供し、地上波でCMが放送され、12月には資生堂一社提供の『おしゃれイズム』（日本テレビ）でも放映された。

### ドラマ
「龍宮城スパホテル三日月」がある木更津市を舞台とするドラマで、ロケ地や撮影協力企業として使用されている。
映画『木更津キャッツアイ 日本シリーズ』では、ぶっさん（V6・岡田准一）・バンビ（嵐・櫻井翔）・氣志團が入浴するシーンが撮影され、劇中歌である「赤い橋の伝説」の歌詞にも三日月が入っている。テレビドラマの『木更津キャッツアイ』でも猫田（阿部サダヲ）とシガニーの手下（スチャダラパー）が会うときの合言葉としてホテル三日月のCM曲が使用された。
特撮ドラマ『鳳神ヤツルギ』（千葉テレビ放送）では、主人公のヤツルギが登場する独自のCMを放送している。『鳳神ヤツルギ』の派生番組である子供番組『ヤツルギ魂』は、龍宮城内のキッズガーデンで撮影が行われている。

## 開運の湯　「K18黄金風呂」と「純プラチナ風呂」
「開運の湯」とは、三日月グループにおいて三日月インをのぞくすべてのホテルに合計7個設置されている、時価1億5000万円相当（2019年現在2億9000万円）の18金で作られた浴槽の風呂である。通称「黄金風呂」「金風呂」とも言われている。2009年1月には、2009 ワールド・ベースボール・クラシック日本代表の監督である原辰徳がこの風呂に「金風呂入って金メダルを獲ろう」と入浴し、実際に2009 ワールド・ベースボール・クラシックを制したという逸話がある。
2017年7月には、時価3億8,000万円の純プラチナ製の浴槽を龍宮城スパホテル三日月の富士見亭に設置した。

## 過去に運営していたホテルおよび施設
- 勝浦ホテル三日月 - 現「三日月シーパークホテル勝浦」。勝浦三日月温泉に立地する温泉ホテル・日帰り温浴施設。
  - 所在地 - 千葉県勝浦市墨名。勝浦駅から徒歩約5分の立地。

- 鴨川ホテル三日月 - 現「三日月シーパークホテル安房鴨川」。小湊温泉[21]に立地する温泉ホテル。
  - 所在地 - 千葉県鴨川市内浦

現在はいずれもホテルマネージメントインターナショナルによる運営。
- 三日月イン - ビジネスホテル。
  - 所在地 - 千葉県勝浦市。勝浦駅前。
  - 旧「三日月旅館」[22]。2009年7月15日に現在の名称に変更。
- レストラン
  - 誕生寺 三日月亭 - 小湊誕生寺の境内に所在していた。
  - ぎんざ 三日月亭 - 2008年6月閉店。
  - 勝浦海中公園 三日月亭 - 勝浦海中公園施設内に所在していた。
- キャノン鴨川店 - パチンコ店。
- 大原ガーデン - 2022年1月31日営業終了。
  - 所在地 - 千葉県いすみ市大原8220
  - パチンコ・スロット「パーラーキャノン[23]」、ボウリング場「大原ガーデンボウル[24] 」、バッティングセンター、テニスコート、ゲームセンター等 総合レジャー施設
- メガソーラー発電所
  - 発電所名 – 三和産業上之郷太陽光発電所　所在地 – 千葉県長生郡睦沢町
  - 発電所名 – （株）三興下之郷太陽光発電所　所在地 – 千葉県長生郡睦沢町
  - 発電所名 – 三日月総業上布施太陽光発電所　所在地 – 千葉県夷隅郡御宿町